# Peltola (Turku)
Peltola est un quartier du district d'Uittamo-Skanssi à Turku en Finlande,.

## Description
Peltola, abrite une zone de jardins familiaux, l'établissement de Peltola de l'Institut professionnel de Turku et le département d'éducation sociale et sanitaire de l'Université des sciences appliquées de Turku.
Peltola est principalement une zone résidentielle avec quelques industries.

## Galerie

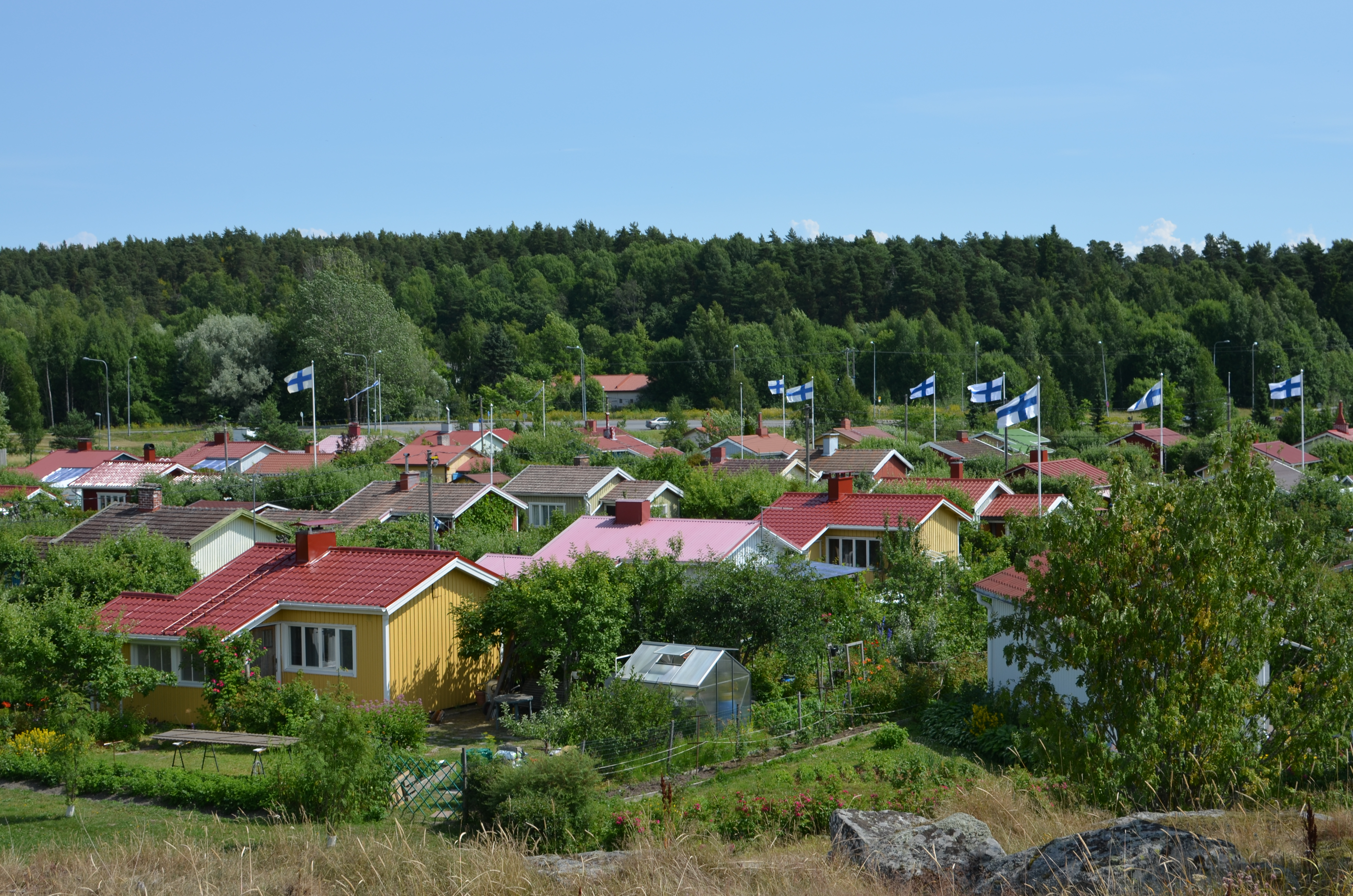
Jardins familiaux de Peltola.
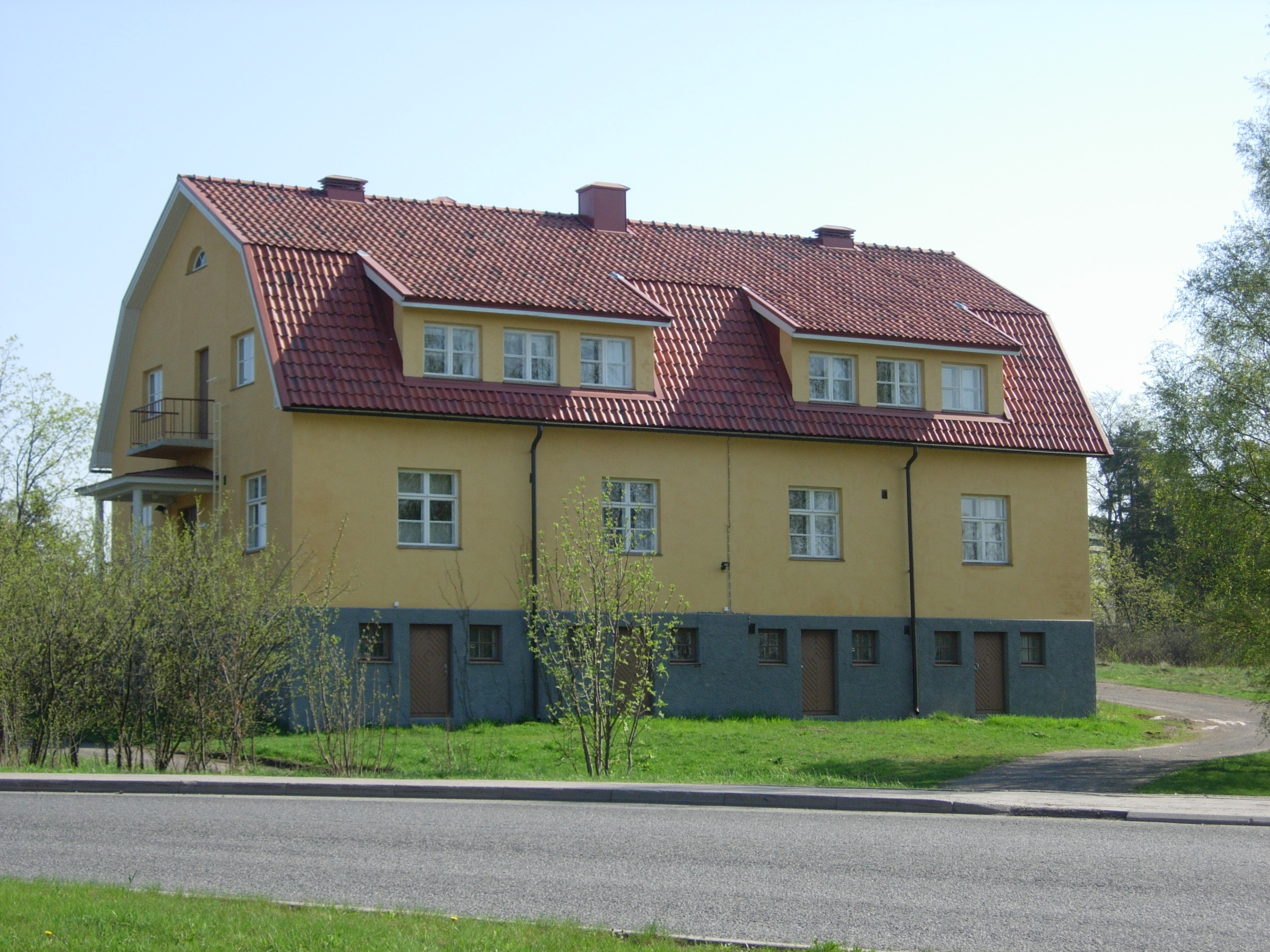
Peltolantie 2.
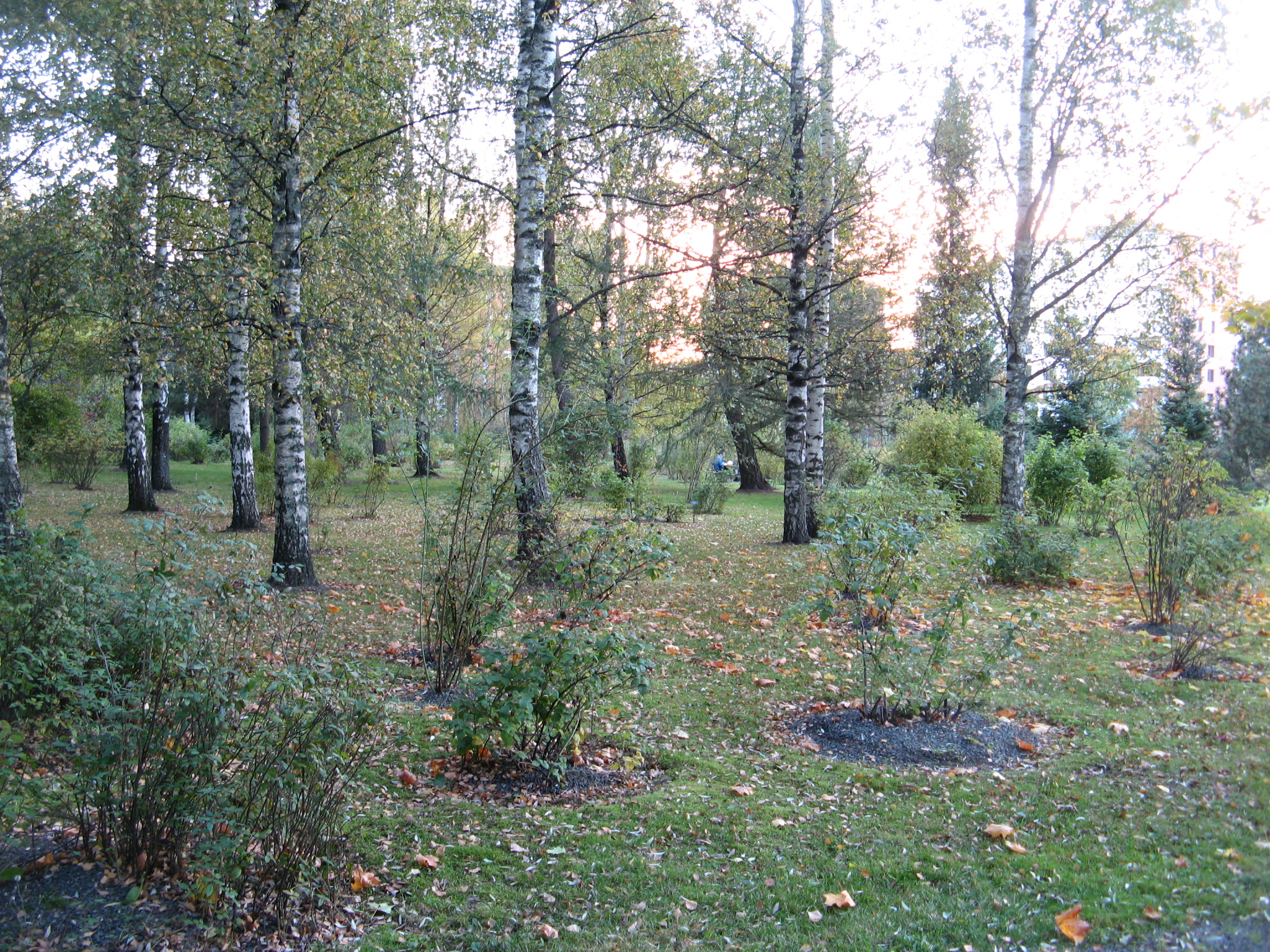
Parc Tähkäpuisto.
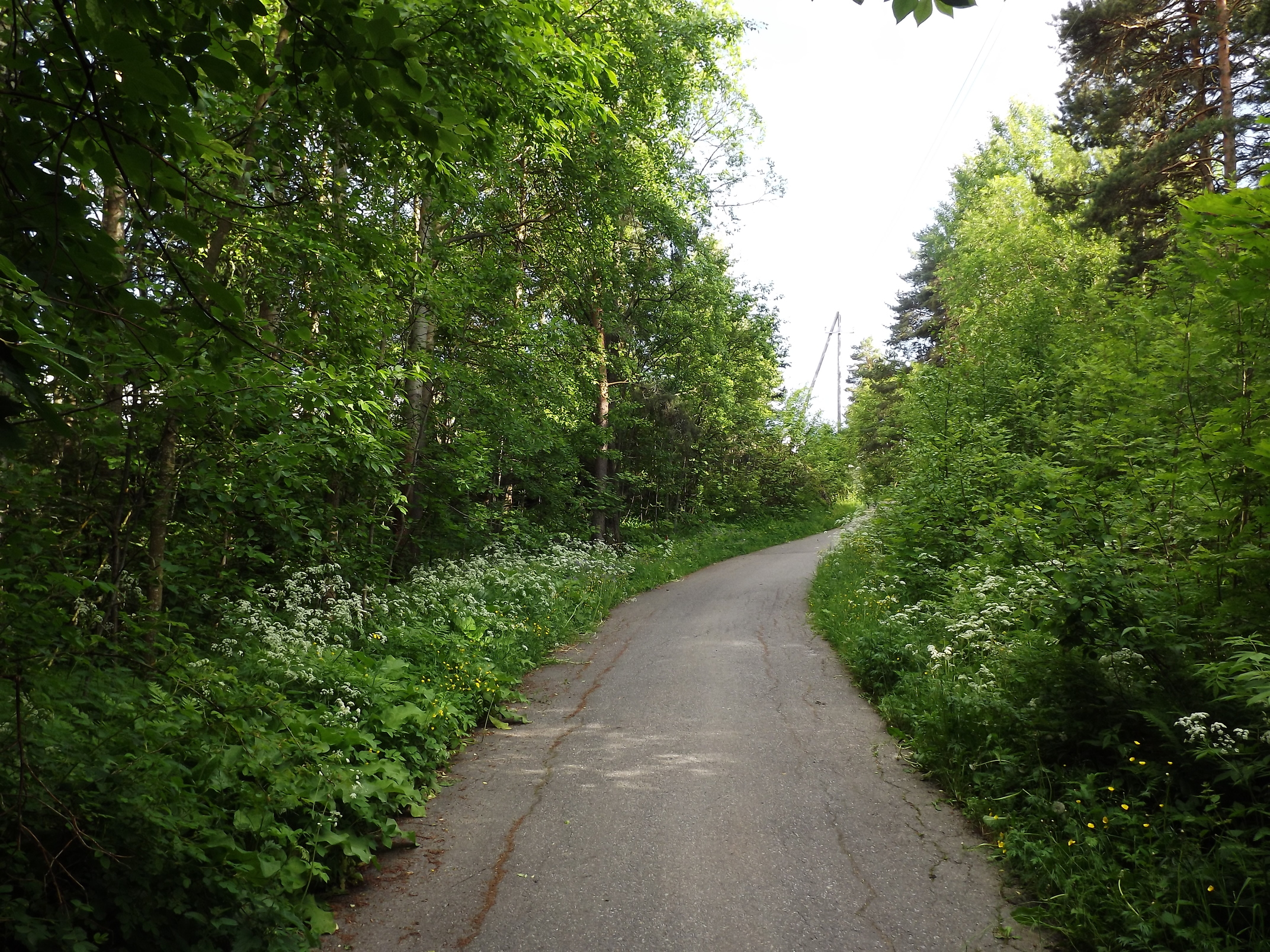
Piste cyclable entre Peltolantie et Ilpoistentie.